# Cuerpo de Nueva Gales del Sur
El Cuerpo de Nueva Gales del Sur (también conocido como Cuerpo del Ron) se formó en Inglaterra en el año 1789 como un regimiento permanente para relevar a los infantes de marina que habían acompañado a la Primera Flota de Australia. El regimiento, dirigido por el mayor Francis Grose, constaba de tres compañías. Debido a la lejanía y a la impopularidad del destino, este se componía de oficiales "half pay" (de media paga), alborotadores, soldados bajo palabra de las prisiones militares y otros con pocas perspectivas, que fueron al azar para empezar una nueva vida en la nueva colonia. El regimiento de guardias comenzó a llegar con la Segunda Flota en el año 1790. El mayor Grose llegó a Sídney en 1792 para tomar el mando y asumir el papel del Teniente Gobernador de la colonia. Se formó una cuarta Compañía entre los infantes que deseaban permanecer al mando del capitán de Nueva Gales del Sur George Johnston, que había sido ayudante de campo del gobernador Arthur Phillip.

## Historia

### Administración deNueva Gales del Sur
Cuando el gobernador Arthur Phillip regresó a Inglaterra para tomarse un respiro en diciembre de 1792, el comandante Francis Grose quedó al cargo. Grose inmediatamente abandonó los planes de Phillip para gobernar la colonia. Fue un militar leal que estableció el gobierno militar y se dedicó a asegurar la autoridad del Cuerpo. Abolió los tribunales civiles y transfirió a los magistrados a la autoridad del capitán José Foveaux. Después de las malas cosechas del año 1793, recortó las raciones de los presos, pero no las del Cuerpo, dando un vuelco a la política de Phillip de raciones iguales para todos.
Para mejorar la producción agrícola y hacer que la Colonia guerra fuera más autosuficiente, Grose se apartó de la agricultura colectiva e hizo generosas donaciones a los funcionarios agrícolas del Cuerpo. Se les proporcionó también presos alimentados y vestidos por el gobierno como mano de obra agrícola, cuyos productos serían vendidos para la provisión del gobierno.
Debido a su mala salud Grose volvió a Inglaterra en diciembre de 1794 y el capitán  William Paterson asumió el mando hasta que un substituto, el gobernador  John Hunter, llegó en septiembre de 1795. Paterson había obtenido su comisión con el apoyo de Sir Joseph Banks porque estaba interesado en la historia natural y deseaba explorar y recoger muestras para Joseph Banks y la Royal Society. Era honesto, pero bastante débil, y aunque intentó introducir algunas reformas, no pudo detener a los oficiales del Cuerpo de Nueva Gales del Sur en la consolidación de su riqueza y poder.

### El Cuerpo y el tráfico de ron en Nueva Gales del Sur

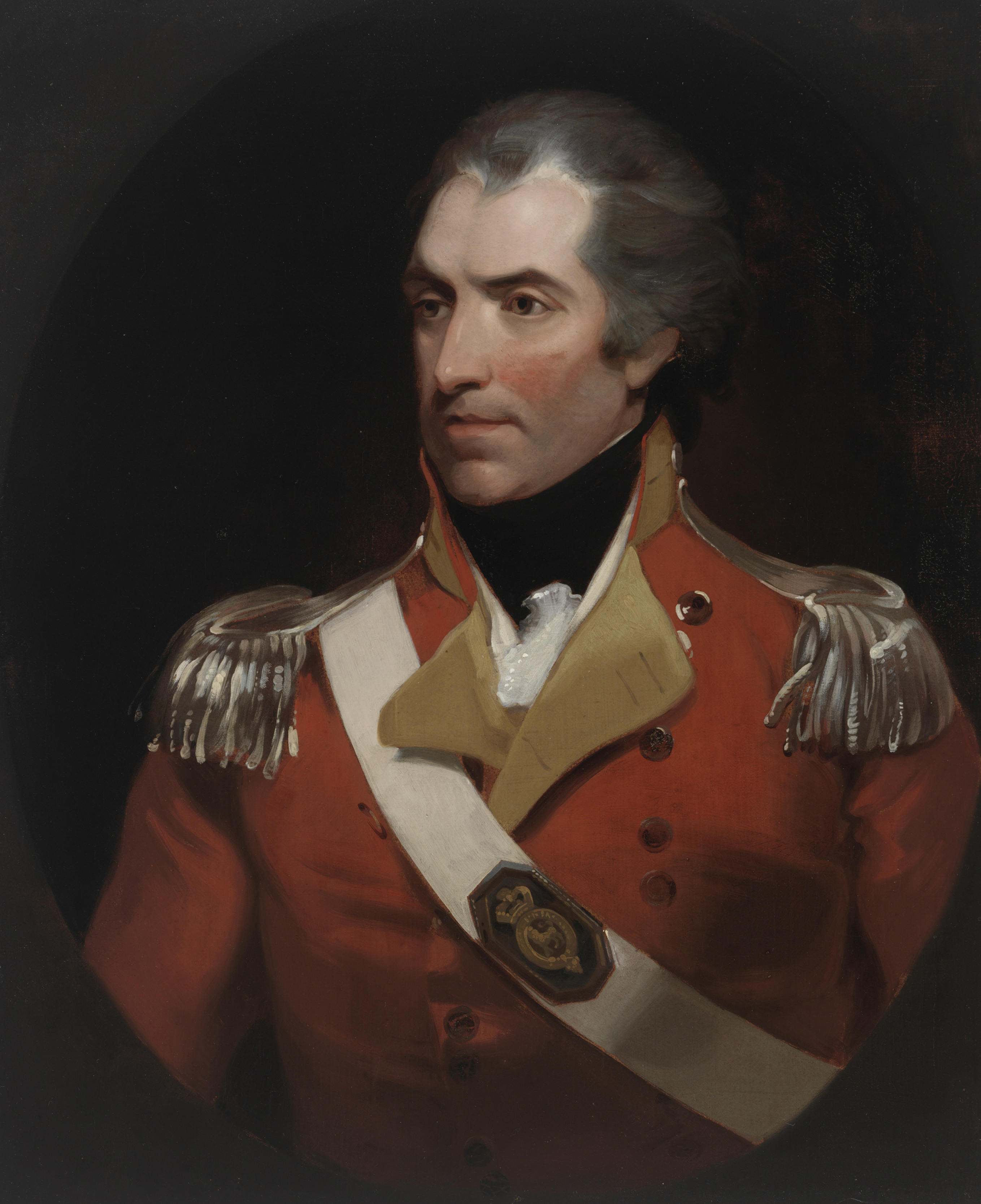
William Paterson

Grose había relajado la prohibición de Phillip sobre el comercio de ron (a veces un término genérico para cualquier forma de licor, generalmente de trigo) y por lo general de Bengala. La colonia, al igual que muchos territorios británicos de la época, estaba baja de moneda, y el ron pronto se convirtió en un medio de pago. Los funcionarios del Cuerpo aprovechaban su posición y riqueza para comprar todo el ron importado y luego intercambiarlo por bienes y mano de obra a precios muy favorables, ganándose el Cuerpo el apodo de El Cuerpo del Ron. En 1793 se importaron alambiques y el grano estaba servía para fabricar el ron, lo que agravó la escasez de grano.

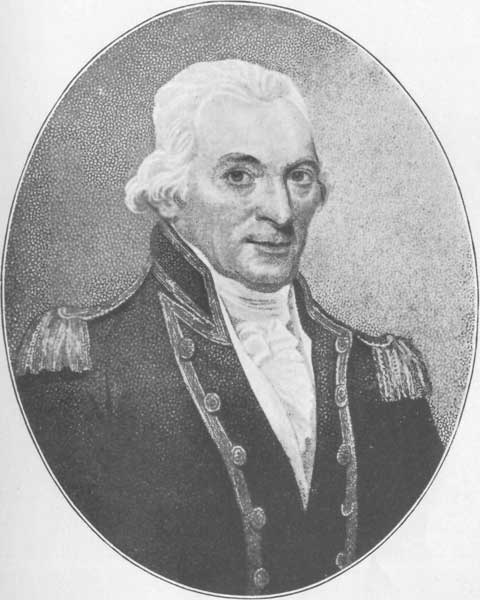
John Hunter

El gobernador John Hunter intentó, sin éxito, usar las tropas del cuerpo para proteger el ron importado e impedir que los oficiales compraran más. Los intentos para detener la importación se vieron frustrados también por el fracaso en la cooperación de los demás gobiernos implicados y por los funcionarios del Cuerpo con el fletamento de un buque danés para traer un gran cargamento de ron desde la India. Hunter trató asimismo de poner en marcha un almacén público con mercancías procedentes de Inglaterra para crear competencia y estabilizar el precio de los bienes, pero Hunter no era un hombre de negocios y los suministros eran demasiado inestables. Hunter pidió un mayor control a las autoridades de Inglaterra y en el impuesto especial sobre el ron. Por lo tanto, dio una orden que restringía la cantidad de convictos que los oficiales podían utilizar en el trabajo, pero de nuevo no tenía los medios para hacerla cumplir. Hunter fue rechazado por los funcionarios del Cuerpo y se difundieron folletos y cartas en su contra.  John Macarthur escribió una carta acusando a Hunter de ineficacia y de comerciar con el ron. Hunter fue requerido por la  Oficina Colonial para responder a los cargos, y poco después sería recordado por su ineficacia. De regreso en Inglaterra, Hunter presionó sin éxito para la reforma y la retirada del Cuerpo de Nueva Gales del Sur.

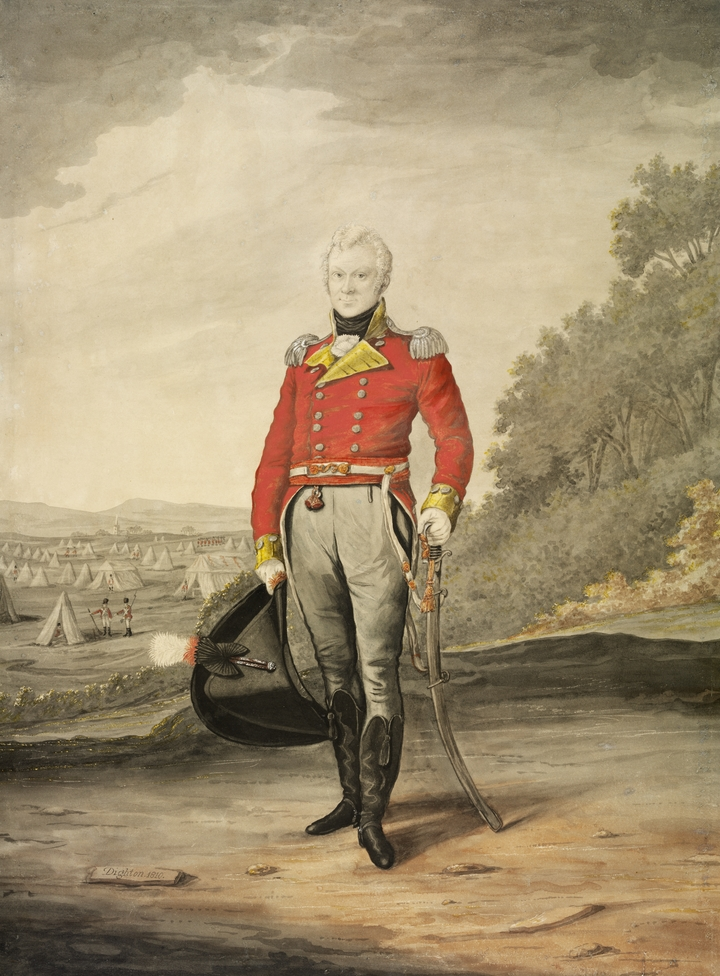
Teniente coronel George Johnston

En 1799 Paterson, ahora teniente coronel, regresó de Inglaterra con la orden de acabar con el comercio de ron por los funcionarios del Cuerpo. En 1800 acusó al mayor George Johnston, que también había servido como ayudante de campo de Hunter, de dar a un sargento, como parte de pago, ron a un ritmo deshorbitante. Johnston dijo que estaba siendo injustamente perseguido y exigió que se le enviase a Inglaterra para ser juzgado. Los tribunales de Inglaterra decidieron que los asuntos coloniales no eran un asunto de ellos y, como todas las pruebas y los testigos estaban en Sídney, el juicio debería celebrarse allí. También decidió que un consejo de guerra, propiamente dicho, no se podía constituir en Sídney, y ninguna otra acción se debería tomar en contra de Johnston. El Gobernador King, al darse cuenta de que todos los oficiales reales, aparte de Paterson, comerciaban con el ron, permite a Johnston reincorporarse a sus funciones.

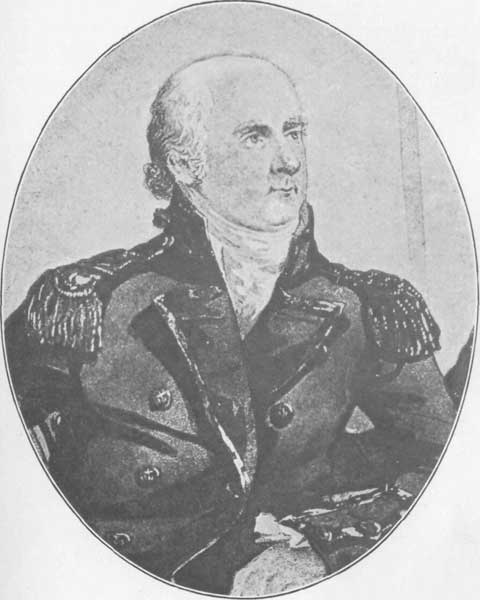
Philip Gidley King.

El Gobernador King continuó con los esfuerzos de Hunter para prevenir los negocios del Cuerpo con el ron. Tenía poder para imponer los impuestos especiales sobre el alcohol, y la Junta de Tránsito exigía ahora que todos los buques depositaran una fianza que se perdería por desobedecer las órdenes del Gobernador, que además incluían la prohibición de la llegada de más de 500 galones de ron. King también alentó a los comerciantes e importadores privados, abrió una fábrica de cerveza pública en el año 1804 e introdujo un programa de valores para el cobre de la India y piezas españolas de a ocho se utilizaron como moneda de cambio. Todavía había un grave problema de mantenimiento de la moneda en la colonia a pesar de ser valorada por encima de su valor nominal. Las acciones de King no fueron del todo eficaces, pero todavía contrariaban a los funcionarios del Cuerpo y, al igual que Hunter, era el tema de los panfletos y de los ataques. El rey intentó, sin éxito, aplicar la corte marcial a los oficiales responsables. Él había estado desde mayo de 1803 solicitando un reemplazo y, finalmente, William Bligh fue nombrado en 1805.

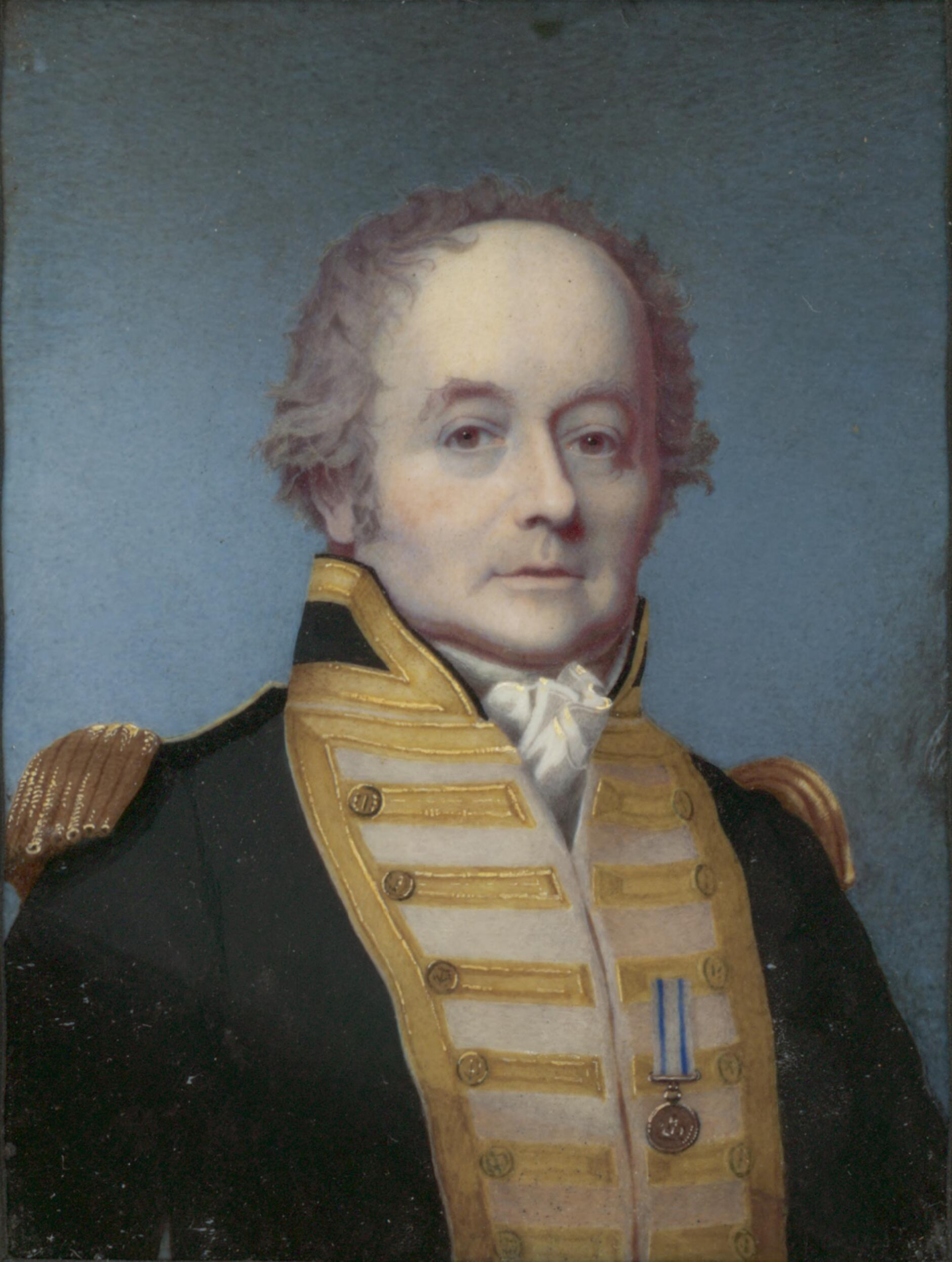
William Bligh

Aunque la economía se había desarrollado y diversificado un poco en 1806, el Gobernador Bligh llegó con la determinación de conducir el Cuerpo y, especialmente, a John Macarthur, perseguirlos hasta que dejaran de comerciar con ron. Esto llevó a la Rebelión del ron, al derrocamiento de Bligh y a la retirada definitiva del Cuerpo de Nueva Gales del Sur. El teniente coronel del Cuerpo, Joseph Foveaux,  permitió el comercio de aguardiente durante el interregno, a pesar de las protestas de los colonos, en la creencia de que un comercio más libre podría reducir los problemas.

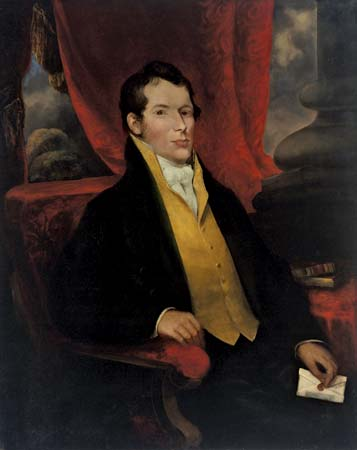
Retrato de John Macarthur por autor desconocido

El Gobernador Lachlan Macquarie fue capaz de controlar el comercio de ron mucho mejor mediante la promulgación y aplicación de un sistema de licencias. Sin embargo, se vio obligado todavía a pagar por proyectos de obras públicas con el ron, debido a la falta de divisas. La construcción del Hospital de Sydney fue financiado en su totalidad mediante la concesión de un monopolio sobre la importación de ron a los contratistas y el uso de las tropas para prohibir el desembarco de ron, pero en cualquier caso era un muelle para la construcción del hospital. Esta era una asociación pública-privada que aumentó el precio de ron y resultó muy impopular, poniendo fin a tales acuerdos durante algún tiempo.
En 1813 Macquarie, finalmente, logró establecer una circulación estable de moneda que podría mantenerse en la colonia. Compró realeas de a 8 españoles de América perforando el centro de las monedas, creando un dólar agujereado, para fabricar el Holey dollar, por valor de 5 chelines, utilizando la parte central restante como una pieza de 15 peniques, conocida como dump (vertedero) en Australia. En 1819 el Gobierno británico legalizó la destilación comercial de licor, y el tráfico de ron poco a poco dejó de ser un problema.

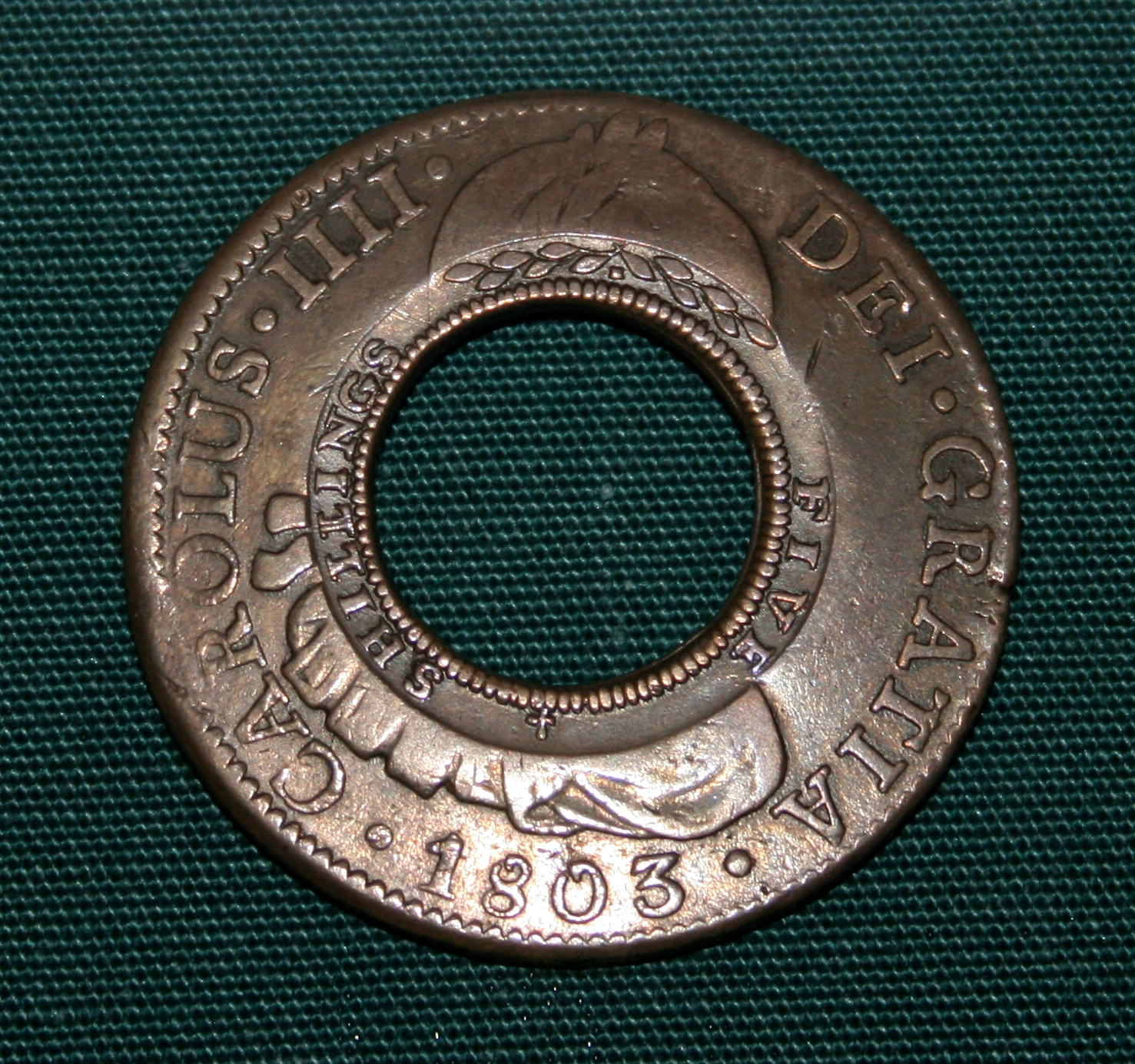
Anverso del Holey dollar. El reverso y el dump, por ambas caras. Se pueden observar en [http://acms.sl.nsw.gov.au/album/albumView.aspx?acmsID=431559&itemID=825709

### La Batalla de Vinegar Hill

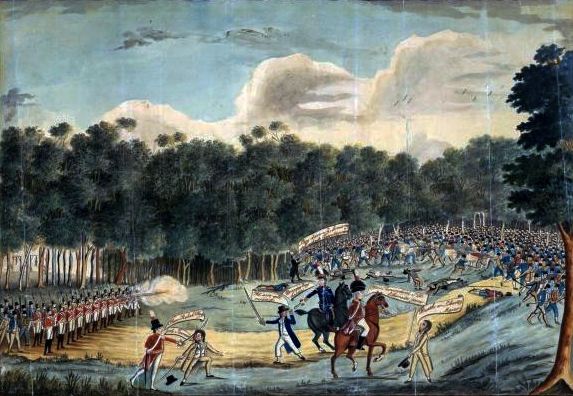
Pintura de Vinegar Hill, artista desconocido, de la Biblioteca Nacional de Australia

El comportamiento militar del cuerpo de Nueva Gales del Sur era mejor de lo que se podría haber esperado. En 1802 King lo elogió diciendo: "El máximo orden y regularidad uniforme ha prevalecido entre los suboficiales y soldados."
El Cuerpo de Nueva Gales del Sur se vio implicado una vez en la  Batalla de Vinegar Hill (denominada después como una revuelta en Irlanda). A última hora del 4 de marzo de 1804, 266 rebeldes irlandeses se rebelaron en una granja del gobierno en la colina del castillo; se armaron con fusiles y picas y planeaban entrar a saco en Parramatta. El Mayor Johnston llevó a 29 soldados del Cuerpo de Nueva Gales del Sur en una marcha forzada durante la noche para llegar a Parramatta y al día siguiente, con 50 milicianos, persiguió a los rebeldes que ahora se dirigían a Windsor. Después de capturar a los rebeldes Johnston tomó como rehenes a los cabecillas cuando se negaron a rendirse, y las tropas rápidamente sofocaron la revuelta. El Gobernador King dedicó muchos elogios al Mayor Johnston por sus acciones. En la medianoche del 4 de marzo el capitán Daniel Woodriff de  HMS Calcuta desembarcó a 150 personas de su tripulación para ayudar al Cuerpo de Nueva Gales del Sur y el rey del Gobernador King. El 17 de marzo Woodriff y su tripulación partieron hacia Inglaterra.

### 102.º Regimiento

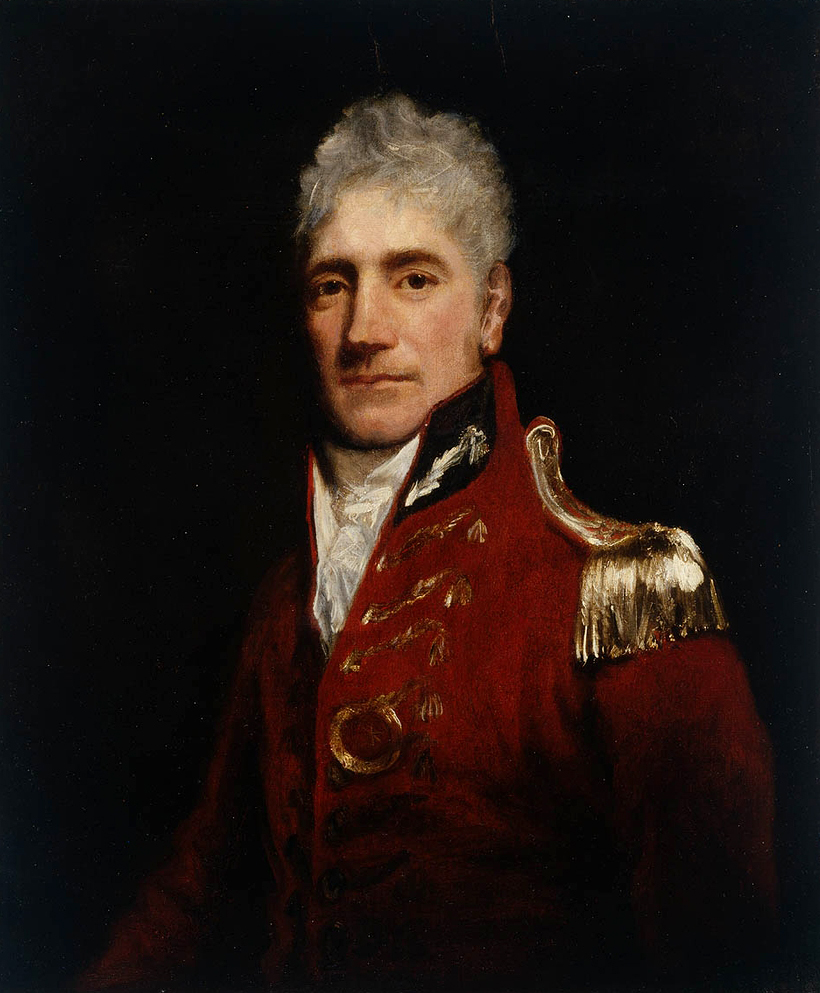
Lachlan Macquarie, Gobernador de Nueva Gales del Sur y Comandante del Regimiento

En 1809, tras la rebelión del ron, el Cuerpo de Nueva Gales del Sur se transformó en el 102.º Regimiento a pie y fue disuelto. Algunos oficiales y soldados con muchos años de servicio fueron trasladados al 73.er Regimiento de Macquarie para completar sus efectivos; alrededor de 100 veteranos y enfermos continuaron prestando servicios de guarnición en Nueva Gales del Sur. A pesar de su utilidad real la unidad sobrevivió hasta 1823. A algunos oficiales se les permitió retirarse y trabajar sus tierras, pero el grueso de las tropas fue enviado de vuelta a Inglaterra. El coronel Paterson, antes capitán Paterson, murió en África durante el trayecto.
En Inglaterra la mayoría de los repatriados acudieron a los Batallones de Veteranos o de Garrison, la mayoría de los oficiales en el 8th Royal Veteran Battalion. El regimiento fue reconstituido con nuevos reclutas y luego desempeñó diversos cometidos en todo el Reino Unido: Horsham en 1811 y Guernsey en 1812. En dicho año el regimiento fue enviado a las Bermudas y Nueva Escocia. En la guerra británica-americana (conocida en América del Norte como la Guerra de 1812) participó en las incursiones por vía marítima a lo largo de la costa atlántica de los EE. UU. y en otras acciones contra los americanos, viéndose involucrado en la ocupación británica del norte de Maine. Los destacamentos del 102.º se mantuvieron a ambos lados de la frontera entre la colonia británica de Nuevo Brunswick y el Estado de Maine después del final de la guerra en diciembre de 1814 en la Isla Moose, hoy en día la moderna  Eastport, en Maine, EE. UU. Una vívida descripción de su deber de guarnición en la Isla Moose se puede encontrar en Coastal Fort (Fuerte Costero) de David Zimmerman y, en menor medida, en Borderland Smuggling (Contrabando fronterizo) de Joshua Smith.
El gobierno, indeciso por lo que debía hacer con los veteranos licenciados, muchos de los cuales recordaban con cariño Nueva Gales del Sur, les ofreció la posibilidad de reformar el Cuerpo de Nueva Gales del Sur como una unidad de guarnición. Llegaron a Sídney en julio de 1826, donde fueron colocados bajo el mando del coronel Dumaresq. En 1829 la Royal New South Wales Veterans Companies (Real Compañía de Veteranos de Nueva Gales del Sur), o  Veterans Corps (Cuerpo de Veteranos), contaba con cerca de 150 hombres que prestaron servicio en puestos de Nueva Gales del Sur, la isla Norfolk y Tasmania. Fue disuelto el 1 de abril de 1833.
A lo largo de su vida el regimiento había adquirido una serie de apodos relacionados con su servicio en Nueva Gales del Sur: Botany Bay Rangers Rum, Rum Puncheon Corps, o Rum Corps y Condemned Regiment.

## Oficiales al mando
Cuerpo de Nueva Gales del Sur
- Mayor Francis Grose (1789–1794)
- Teniente coronel William Paterson (1794–1809)

102.º Regimiento a pie
- Teniente coronel William Paterson (1809–1810)
- Mayor George Johnston (1810–1811)

## Lecturas recomendadas
- David Zimmerman, Coastal Fort: A History of Fort Sullivan Eastport, Maine. Border history fathom series, no. 3. Eastport, Moose Island, Me: Research Committee, Border Historical Society, 1984.
- Joshua M. Smith, Borderland Smuggling: Patriots, Loyalists and Illicit Trade in the Northeast, 1783–1820, University Press of Florida, 2006.

- Datos: Q847247
- Multimedia: New South Wales Corps / Q847247